# Gunnersdorf (Frankenberg)
Gunnersdorf ist ein Ortsteil der Stadt Frankenberg/Sa. im sächsischen Landkreis Mittelsachsen. Gunnersdorf mit seinem Ortsteil Ortelsdorf wurde am 1. Oktober 1961 eingemeindet und wird nicht als eigenständiger Ortsteil, sondern als Stadtteil zu Frankenberg/Sa. gezählt.

## Geographie

### Geografische Lage und Verkehr

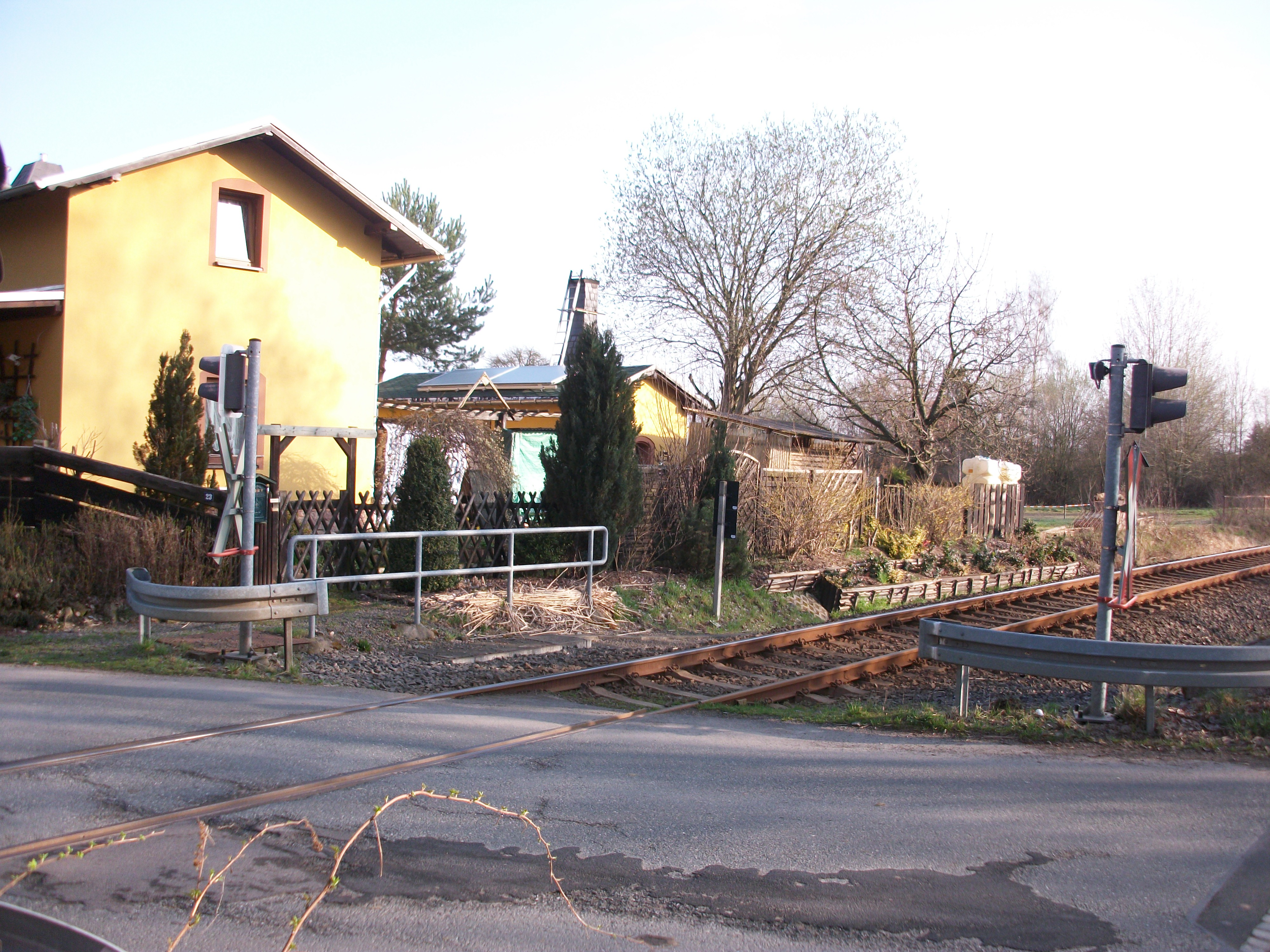
Ehemaliger Standort des Haltepunkts Frankenberg Süd (bis 2001) an der Pappelallee in Gunnersdorf

Gunnersdorf liegt auf der rechten Seite der Zschopau. Die Bebauung schließt sich nahtlos an das südliche Stadtgebiet von Frankenberg/Sa. an. Das Ortsgebiet wird im Nordwesten von der Bundesstraße 169 tangiert. Im Südosten führt die Bahnstrecke Niederwiesa–Hainichen entlang. Am Bahnübergang „Hermann-Fischer-Straße“/„Pappelallee“ befand sich zwischen 1905 und 2001 der Haltepunkt „Frankenberg (Sachs) Süd“, welcher 1905 unter dem Namen „Gunnersdorf“ eröffnet wurde. Nördlich der Ortslage Gunnersdorf befindet sich am Ufer der Zschopau ein Teil des Geländes der Landesgartenschau Frankenberg 2019.

### Nachbarorte
| Niederlichtenau | Frankenberg/Sa.                             |          |
| Ortelsdorf      | Kompassrose, die auf Nachbargemeinden zeigt | Mühlbach |
|                 | Lichtenwalde, Altenhain                     |          |

## Geschichte

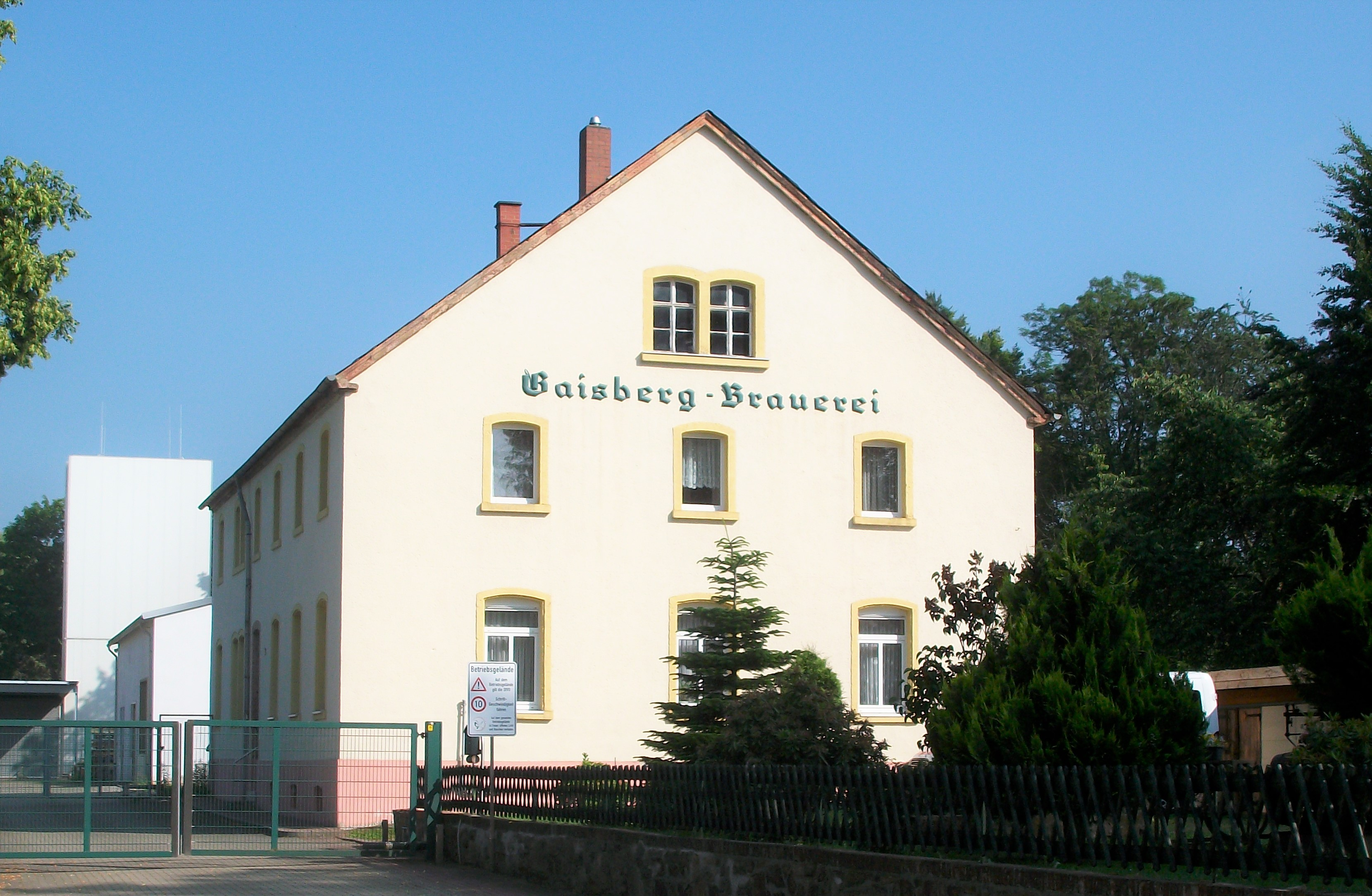
Gunnersdorf (Frankenberg), Brauerei Gaisberg

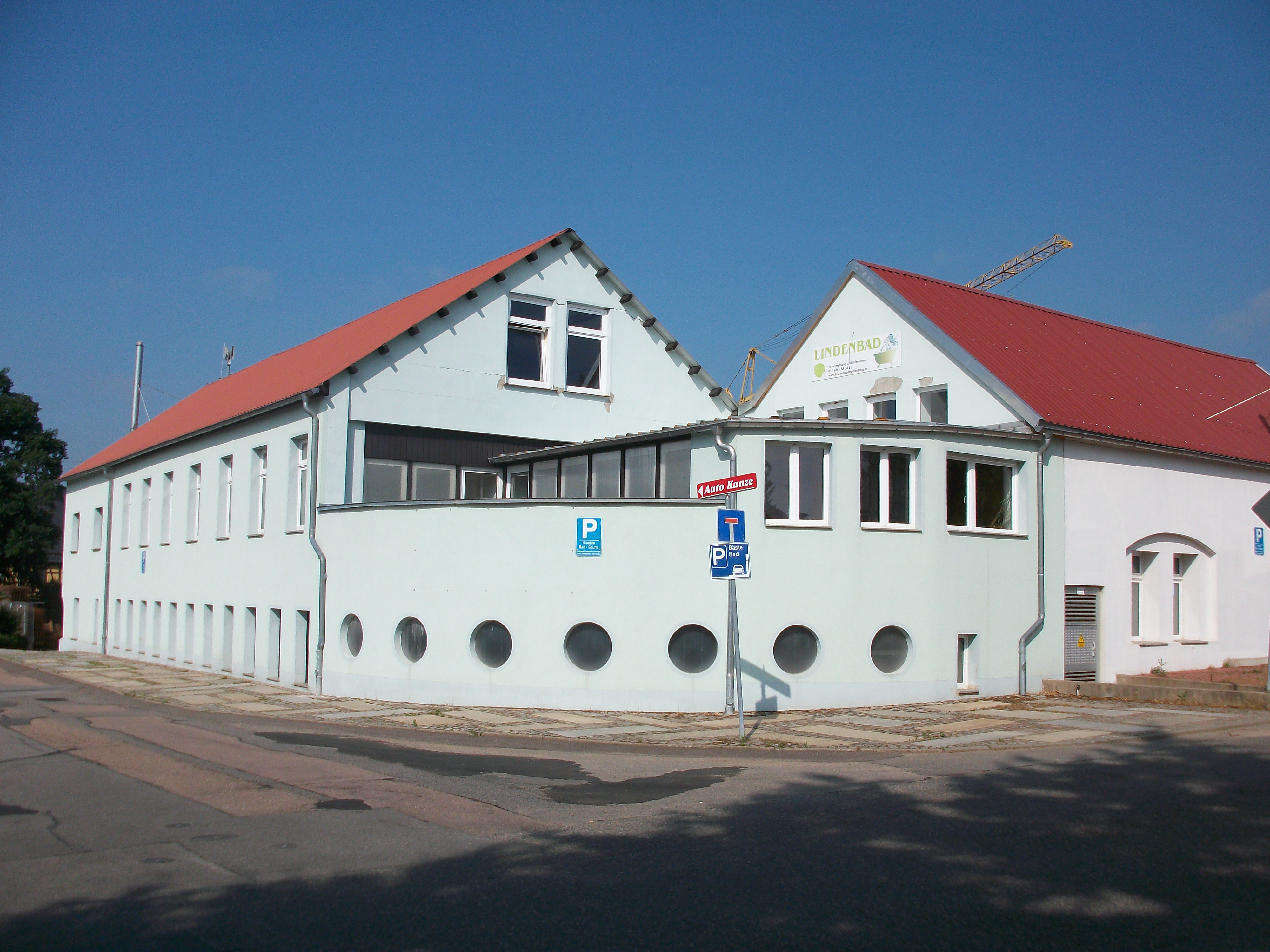
Gunnersdorf (Frankenberg), Lindenbad

Das Waldhufendorf Gunnersdorf wurde im Jahr 1350 als „Gundramsdorf“ erwähnt. Bezüglich der Grundherrschaft unterstand Gunnersdorf nach 1551 dem Schloss Sachsenburg, welches im Besitz der Herren von Schönberg war. Im Jahr 1610 kam Gunnersdorf mit dem durch Erbteilung entstandenen Amt Frankenberg durch Verkauf von den Herren von Schönberg an den sächsischen Kurfürsten Johann Georg I. Im Jahr 1633 wurden die Ämter Frankenberg und Sachsenburg zum Amt Frankenberg-Sachsenburg vereinigt. Gunnersdorf wurde im Jahr 1764 als Amtsdorf geführt. Bei Gunnersdorf befand sich das 1880 durch Brandstiftung vernichtete Auengut, welches in den Jahren 1791 und 1820 als Vorwerk erwähnt wurde. Bereits 1747 gab es auf Gunnersdorfer Flur drei Baumwollfärbereien. Mitte des 19. Jahrhunderts erfolgten in Gunnersdorf Bergbauversuche auf Steinkohle.
Gunnersdorf gehörte bis 1856 zum kursächsischen bzw. königlich-sächsischen Amt Frankenberg-Sachsenburg. Ab 1856 gehörte der Ort zum Gerichtsamt Frankenberg und ab 1875 zur Amtshauptmannschaft Flöha. Im 19. Jahrhundert existierten in Gunnersdorf zwei Kattunfabriken. Aus der 1870 gegründeten Klein´schen Druckerei entwickelte sich nach 1905 die bedeutendste sächsische Fabrik für Zigarrenkistchen. Aus dieser entwickelte sich später die Paradiesbettenfabrik Steiner & Sohn. Die Gaisberg-Brauerei in Gunnersdorf wurde 1866 gegründet. Aus der seit 1890 bestehenden Pflichtfeuerwehr entwickelte sich 1932 die Freiwillige Feuerwehr Gunnersdorf.
Am 1. Juli 1950 wurde Ortelsdorf eingemeindet. Durch die zweite Kreisreform in der DDR kam die Gemeinde Gunnersdorf am 25. Juli 1952 zunächst zum Kreis Flöha, sie wurde jedoch am 4. Dezember 1952 dem Kreis Hainichen im Bezirk Chemnitz (1953 in Bezirk Karl-Marx-Stadt umbenannt) angegliedert. Am 1. Oktober 1961 erfolgte die Eingemeindung von Gunnersdorf nach Frankenberg. Dadurch wurde auch die Freiwillige Feuerwehr Gunnersdorf aufgelöst. Der Abriss des Steigerturms auf dem Spritzenhaus erfolgte im Jahr 1994.
Seit 1990 gehört Gunnersdorf als Teil der Stadt Frankenberg zum sächsischen Landkreis Hainichen, der 1994 im Landkreis Mittweida und im Jahr 2008 im Landkreis Mittelsachsen aufging. Die "Dorfstraße" in Gunnersdorf wurde im Jahr 1995 in "Gunnersdorfer Straße" umbenannt.